# جورج شيلتون
جورج شيلتون (بالإنجليزية: George Shelton)‏ (1 يناير 1894 بولفرهامبتن في المملكة المتحدة - 1 يناير 1960) هو لاعب كرة قدم بريطاني (وحمل سابقاً جنسية المملكة المتحدة لبريطانيا العظمى وأيرلندا) في مركز مهاجم داخلي. لعب مع بورت فايل.